# Giulio Racah
Pour les articles homonymes, voir Racah.

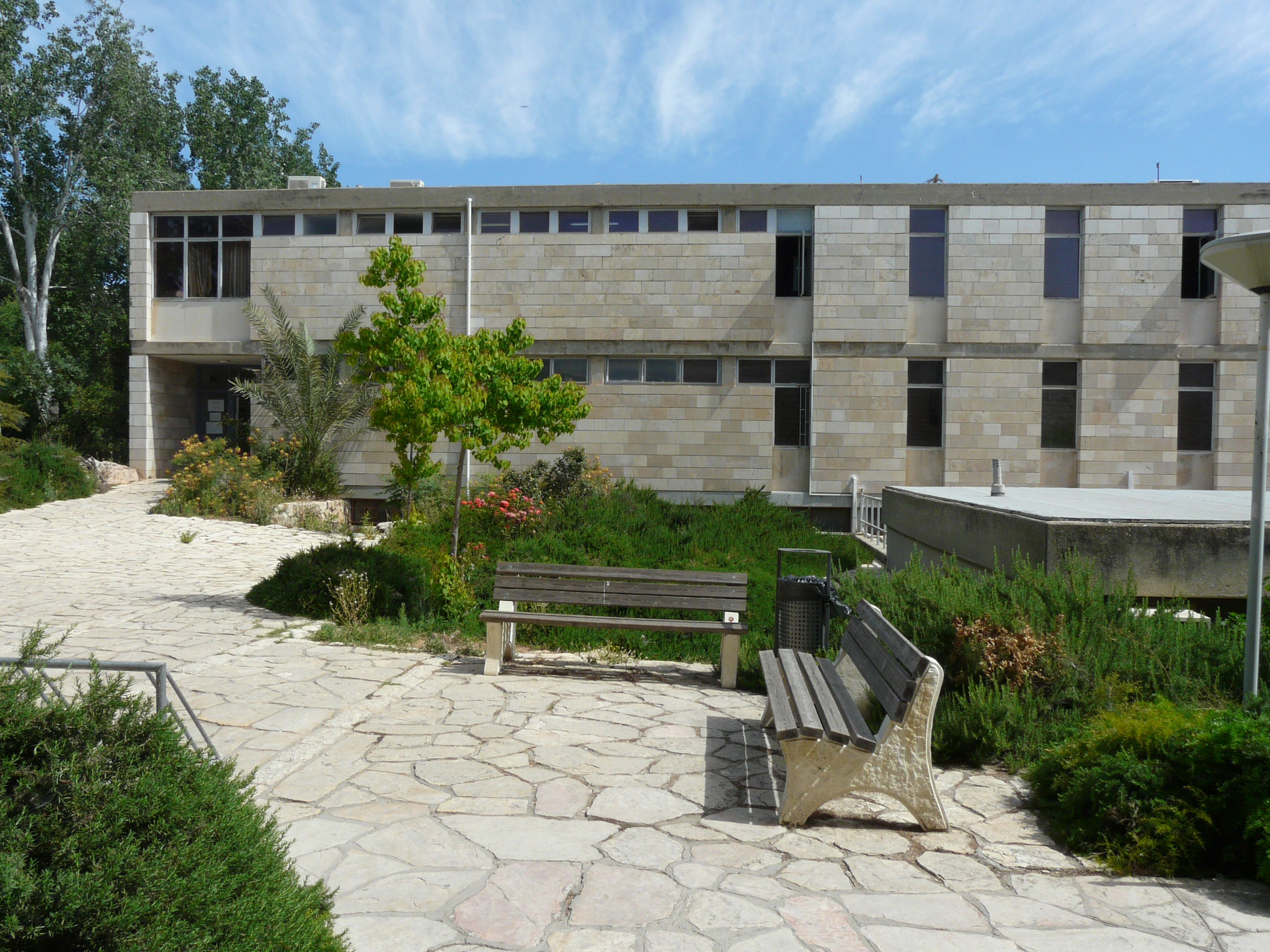
Le Racah Institute of Physics, Université hébraïque de Jérusalem, Givat Ram, Jérusalem

Giulio (Yoel) Racah ( יואל רקח en hébreu), né à Florence, en Toscane le 9 février 1909 et mort le 28 août 1965, est un physicien et mathématicien italo-israélien.

## Biographie
Il est diplômé en physique à l'université de Florence en 1930 et étudie ensuite à Rome avec Enrico Fermi. En 1937, il est nommé professeur de physique à Pise.
En 1939, en raison des lois raciales fascistes, Giulio Racah émigre en Palestine (alors sous mandat britannique), où il est nommé professeur de physique théorique à l'Université hébraïque de Jérusalem. Il sera plus tard doyen de la Faculté des sciences, puis recteur, et enfin un président actif.
Les recherches de Racah ont porté principalement sur la physique quantique et la spectroscopie atomique. Il a d'abord mis au point une procédure générale pour classer les niveaux d'énergie des atomes dans une configuration de couche ouverte (c'est-à-dire avec des électrons non appariés), qui reste à ce jour la technique employée pour les calculs de structure atomique. Ce formalisme a été décrit dans une monographie coécrite avec son cousin Ugo Fano (Irreducible Tensorial Sets, 1959).
Dans la période 1942-1948, il a été membre de la Haganah.
Il meurt dans la maison de la famille à Florence à la suite d'une fuite de gaz, alors qu'il allait se rendre à Amsterdam pour la conférence du centenaire de Zeeman.
L'institut de physique de l'université hébraïque de Jérusalem porte son nom, ainsi que le cratère lunaire Racah.

## Récompenses
Giulio Racah reçoit en 1958 le Prix Israël pour ses contributions scientifiques.